# Mrówczynka
Mrówczynka (Myrmarachne formicaria) – gatunek pająka z rodziny skakunowatych.

## Opis
Ciało wydłużone, długości od 4-5 lub 5-7 mm. Długość prosomy u samców wynosi około 1,6, a u samic 2,5 mm i jest ona wydłużona. Ogólnie wygląd upodabniający do mrówek. Samiec ma rudy karapaks z ciemną, szagrynowaną okolicą oczu, ciemnobrązowe szczęki i wargę dolną, nieco jaśniejsze sternum i ciemnobrązowe szczękoczułki, które są silnie wydłużone, skierowane poziomo do przodu, wyposażone w liczne zęby oraz mały guzek na brzuszno-bocznej stronie kła. Opsitosoma (odwłok) samca wydłużony, z wierzchu brązowa, ciemniejsza ku tyłowi, opatrzona dwoma scutae, z których przednie i przód tylnego jest rudy a tył tylnego prawie czarny. Ponadto w połowie długości tylnego scutum obecna jest poprzeczna kropka z białych włosków. Spód opsitosomy jest jasny z ciemnymi liniami po bokach i szeroką, szarą, podłużną przepaską przez środek. Nogogłaszczki samca bez kępki włosków na cymbium, co różni go od M. lugubris. Samice mają normalnie wykształcone, brązowe szczękoczułki, rudy karapaks z czarną okolicą oczną, ciemnobrązowe sternum i brązowe z żółtymi brzegami szczęki i wargę dolną. Na wierzchu szarej opistosomy samic obecne dwie pary jasnych poprzecznych kropek, a na jej bokach białe paski. Duże, mniej więcej trójkątne, częściowo podzielone środkową listewką wgłębienie występuje na epigynum samic. Biodra obu płci żółte, poza pierwszej pary z ciemnymi pasami. Stopy przednich odnóży również żółte u obu płci.

## Środowisko i tryb życia
Nie buduje sieci. Do swoich ofiar skrada się na odległość kilku centymetrów, po czym błyskawicznie skacze. Sposobem poruszania się również imituje mrówkowate, co zniechęcać ma ptaki owadożerne, dla których mrówki są niesmaczne wskutek zawartości kwasu mrówkowego.
Żyje na terenach otwartych w trawach na łąkach i skrajach lasów oraz przy brzegach wód.

## Rozprzestrzenienie
Gatunek palearktyczny z zasięgiem podzielonym na część europejską i dalekowschodnią, introdukowany do Stanów Zjednoczonych. Znany również z Polski.